# Francesco Ciappei
Francesco Ciappei (Genova, 1840 – 1900 circa) è stato un fotografo italiano, ritenuto uno dei pionieri della fotografia in Italia e uno dei più importanti del suo tempo. È stato attivo dal 1857 circa fino al 1900.

## Biografia

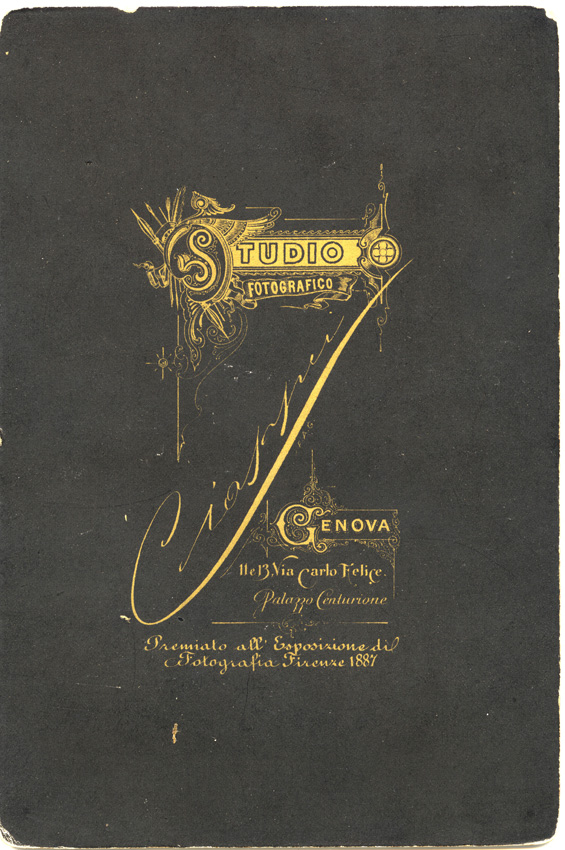
Logo dello studio fotografico dove è citata la premiazione all'Esposizione di Firenze del 1887

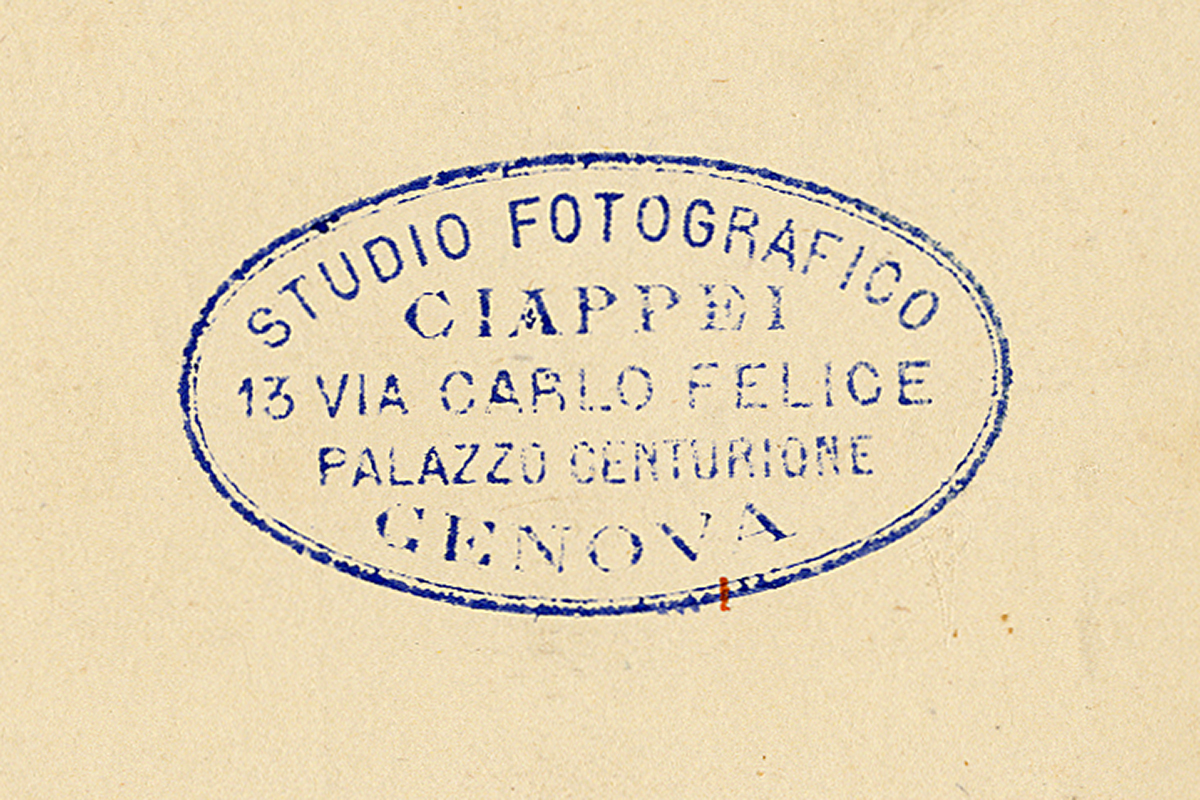
Timbro dello studio in Via Carlo Felice (Università di Leida)

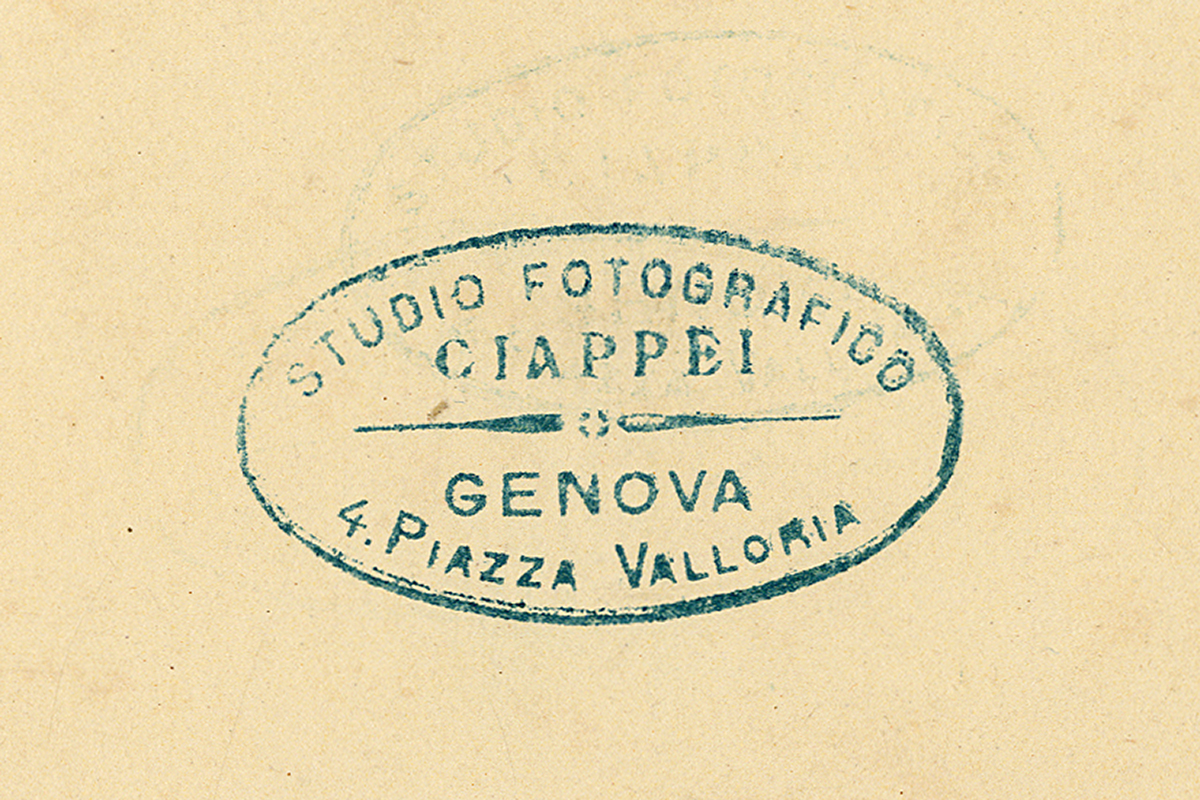
Timbro dello studio in Piazza Valloria (Università di Leida)

Nato a Genova, iniziò molto giovane a compiere i suoi primi esperimenti fotografici, cominciando l'attività attorno ai 17 anni. Aprì il proprio studio nella sua città natale, dapprima in piazza Valoria (talora indicata come piazza Veneroso, dalla sezione dello slargo a cui venne dato quel nome), acquisendo lo studio di un altro celebre fotografo, Alessandro Pavia, di cui probabilmente fu allievo. Successivamente aprì il proprio laboratorio fotografico, presso i civici 11-13 di via Carlo Felice, nei locali del sontuoso palazzo Centurione, per spostarsi più avanti nell'età in Salita delle Battistine 16.
Pur avendo realizzato anche numerosi ritratti, Ciappei si concentrò prevalentemente nella fotografia paesaggista, dedicandosi in particolare alla riviera, «con uno stile invitante tanto da poterlo ritenere il creatore di uno stereotipo di fotografia turistica della Liguria».
Nel 1884 e 1887 fu premiato da re Umberto I di Savoia e dal principe Tommaso di Savoia-Genova all'Esposizione fotografica di Firenze, nella seconda delle quali presentò una serie di ritratti in formato mignon, opere nelle quali era specializzato.
Sue fotografie sono conservate presso istituzioni internazionali, come la Galleria Nazionale del Canada, il Museo austriaco per la arti applicate e l'arte contemporanea di Vienna, l'Harry Ransom Center del Texas, l'Università di Leida, il Centro DocSAI di Genova, lo Stadtmuseum di Monaco di Baviera, il Sammlung Fotografie dei Musei statali di Berlino, il Museo Andrés Blaisten del Messico, l'Archivio GBB.
Nel 1892, in occasione delle commemorazioni per il quattrocentenario della scoperta dell'America, fu il fotografo della riunione internazionale delle navi da guerra nel porto di Genova.
Nel 2012 è stata realizzata presso Palazzo della Meridiana una mostra sugli inizi della fotografia in Italia, nella quale Francesco Ciappei è menzionato fra i pionieri. Nello stesso anno, una sua opera è stata scelta come fotografia d'apertura nella mostra dedicata all'Italia presso il Von Der Heydt Museum di Wuppertal, che Gerhard Finckh ha definito come "l'immagine ideale che i tedeschi hanno dell'Italia".

## Galleria d'immagini

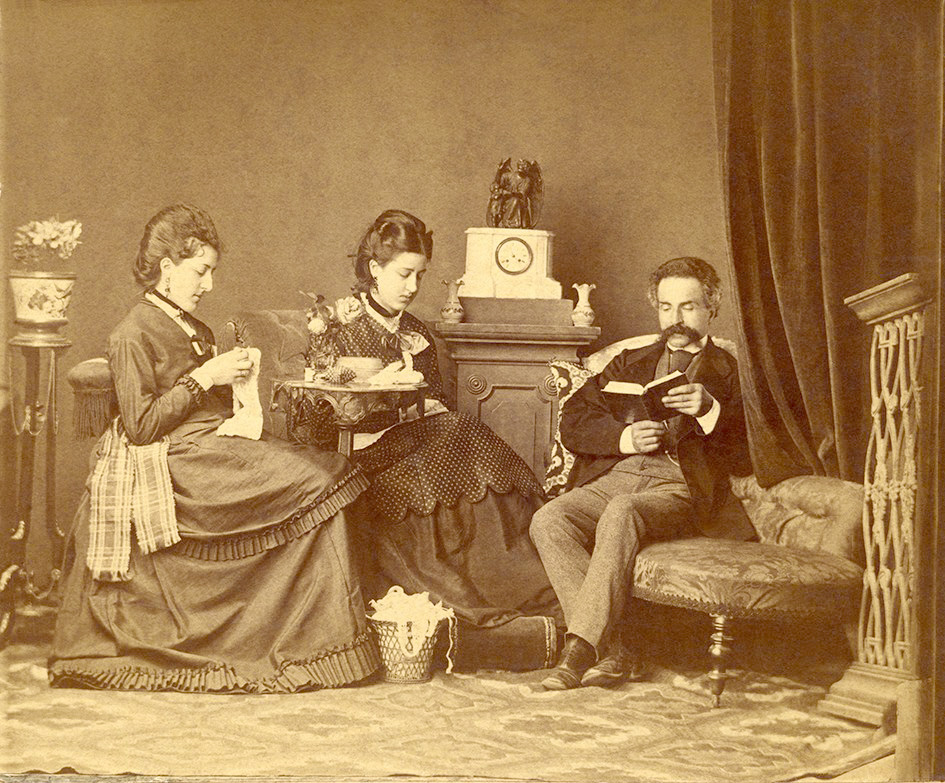
La familia Ciappei, fra i primi soggetti del fotografo
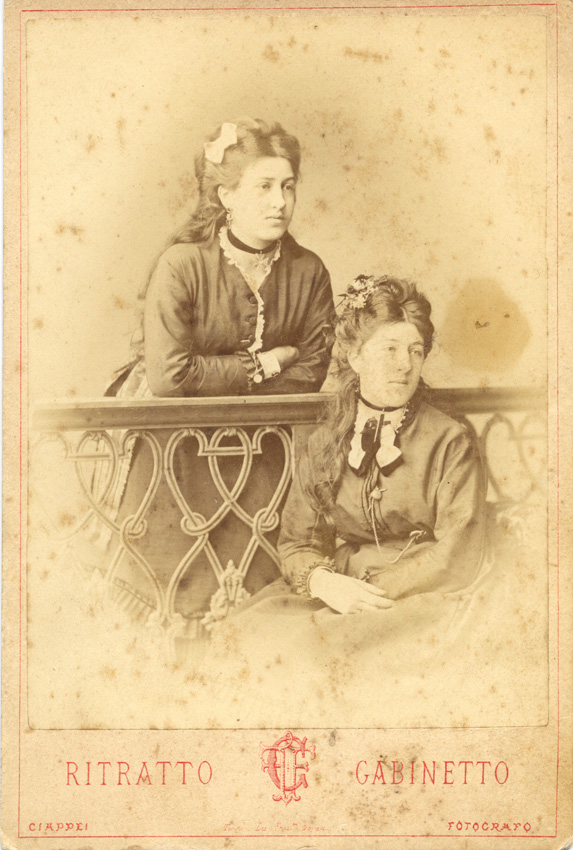
Le due sorelle di Ciappei
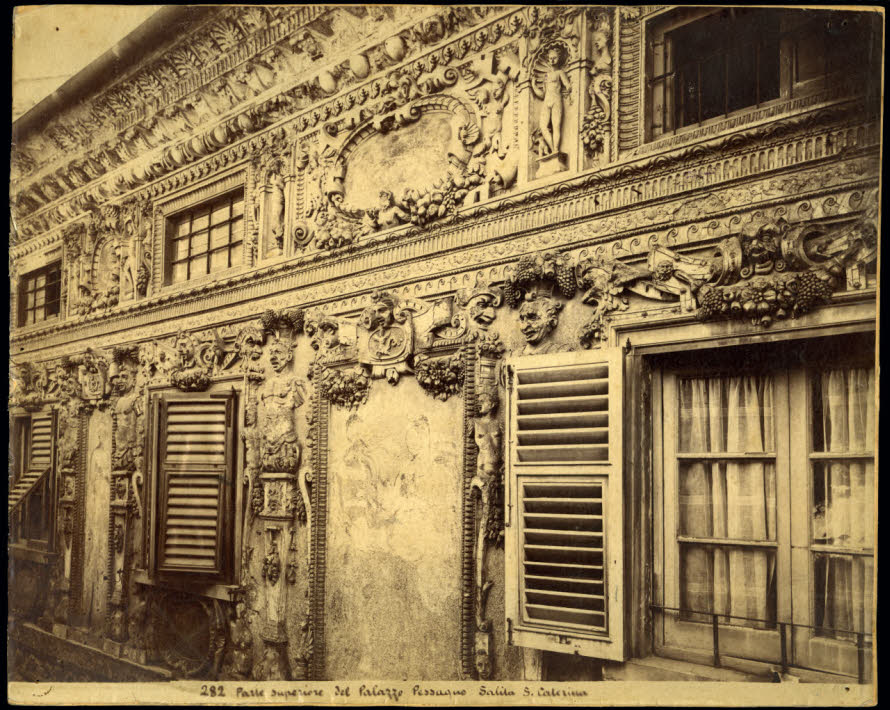
La facciata di Palazzo Tommaso Spinola
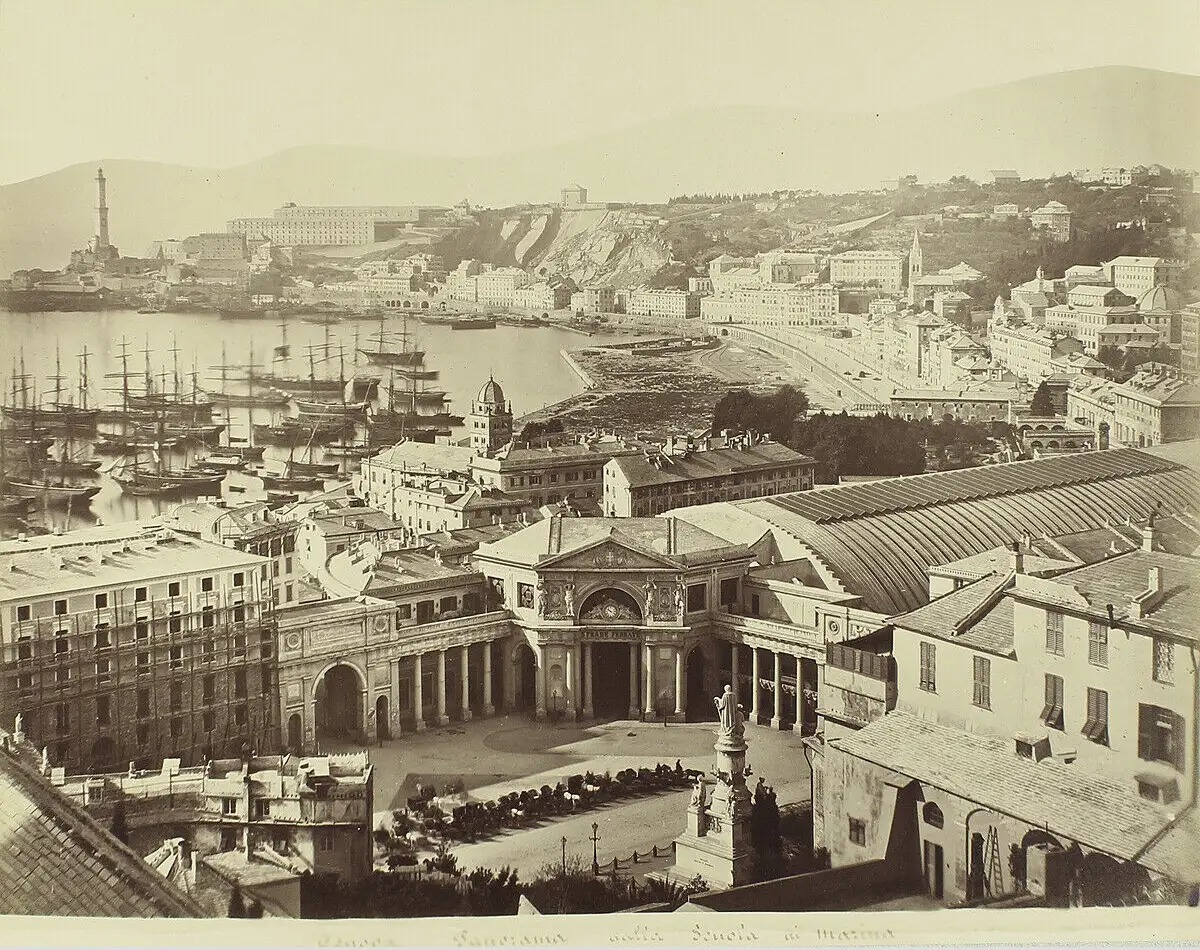
Ampia veduta di piazza Acquaverde, Genova
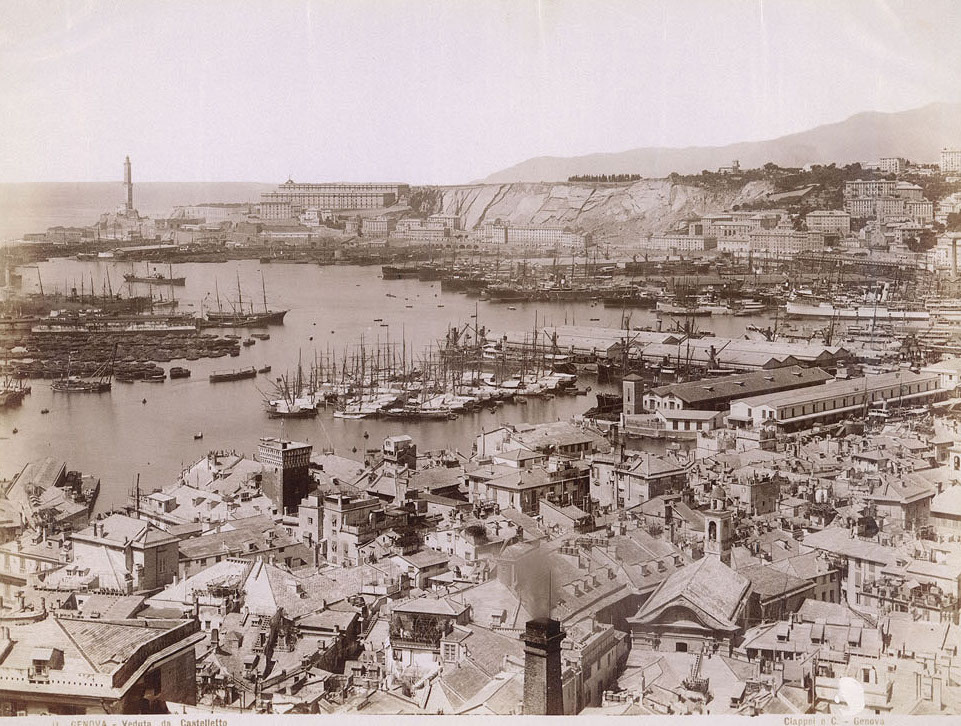
Veduta da Castelletto
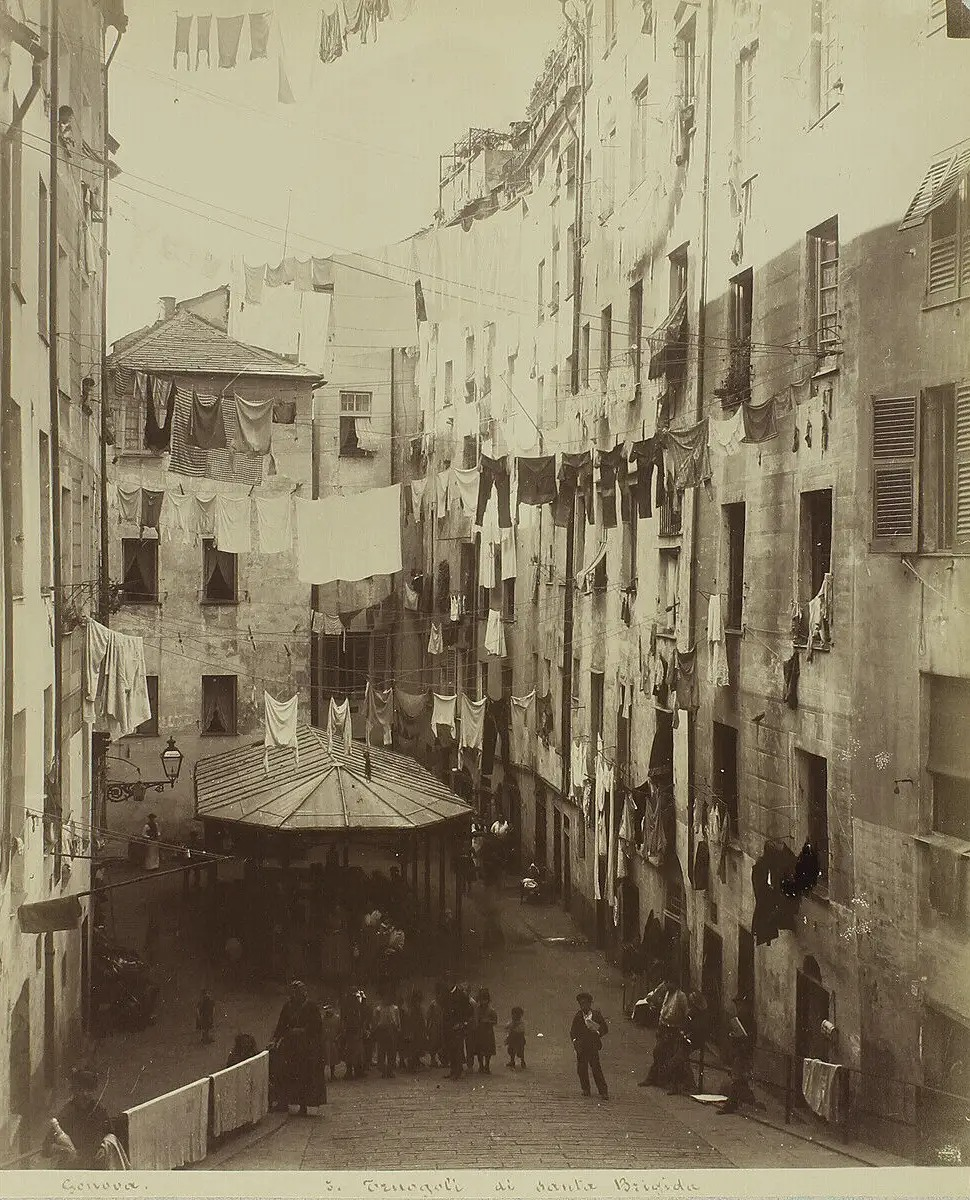
I trogoli di Santa Brigida, a Genova
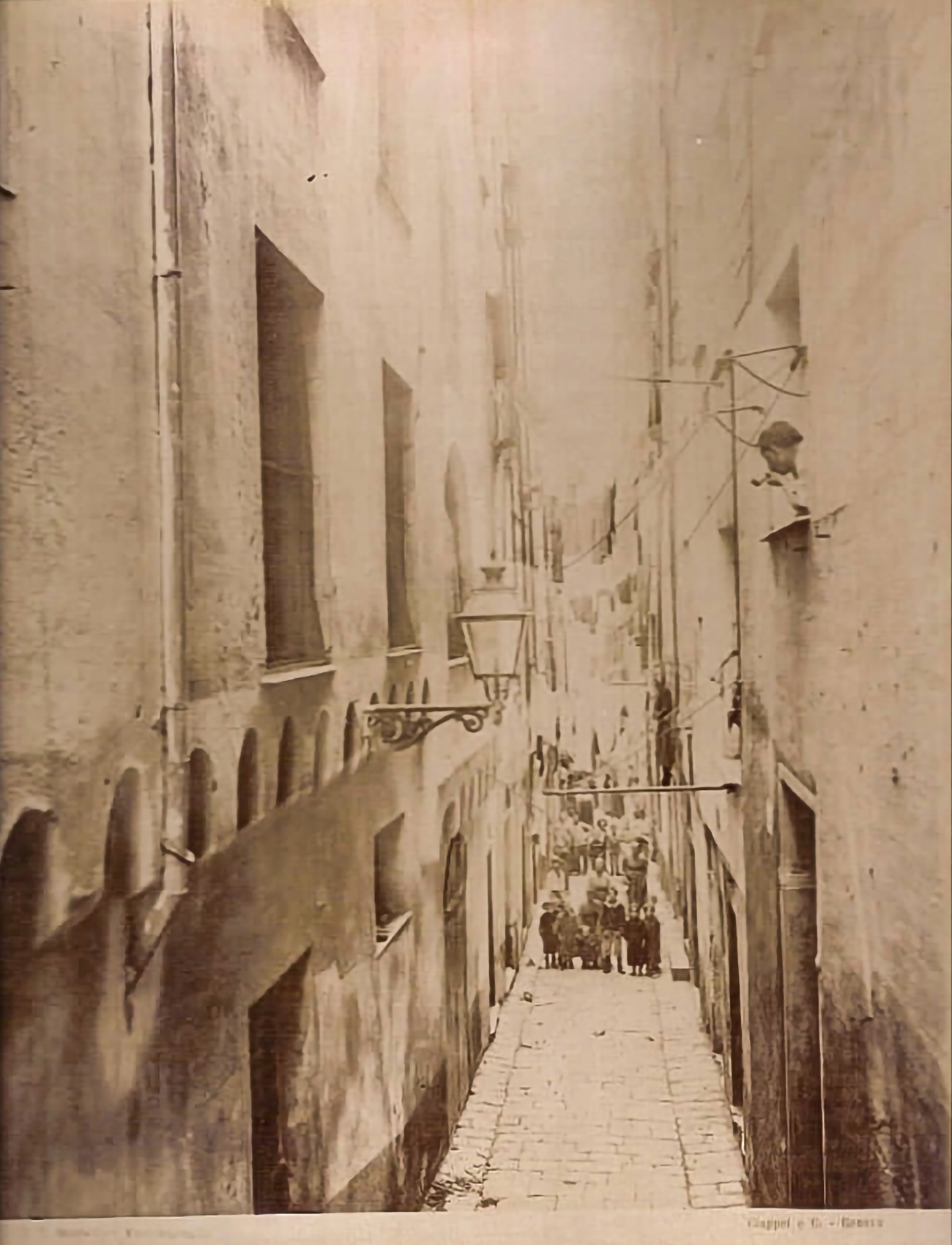
I caruggi di Genova nel 1870 (Vico Marinella)
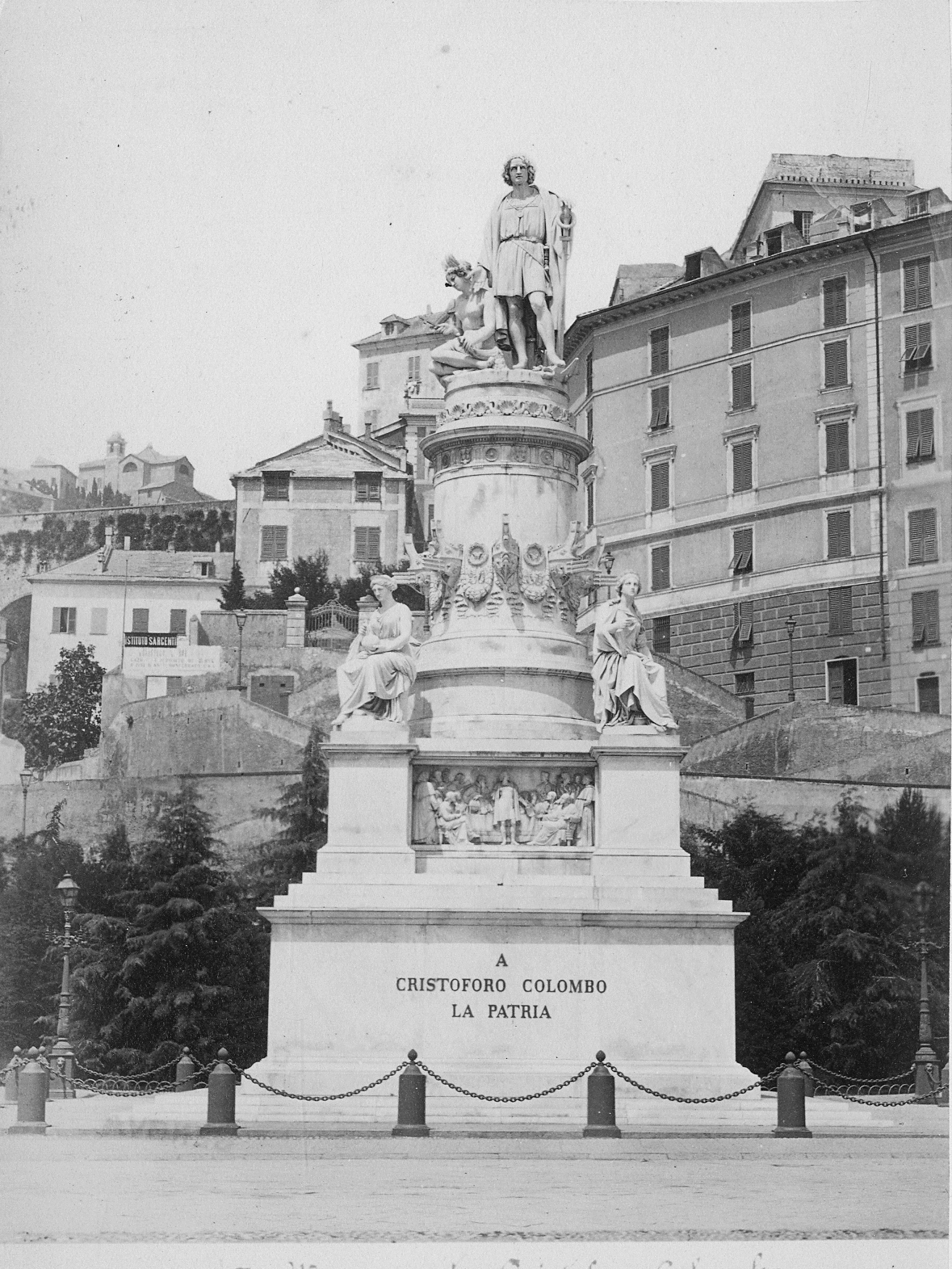
Il monumento a Cristoforo Colombo, vicino alla stazione ferroviaria di Piazza Principe
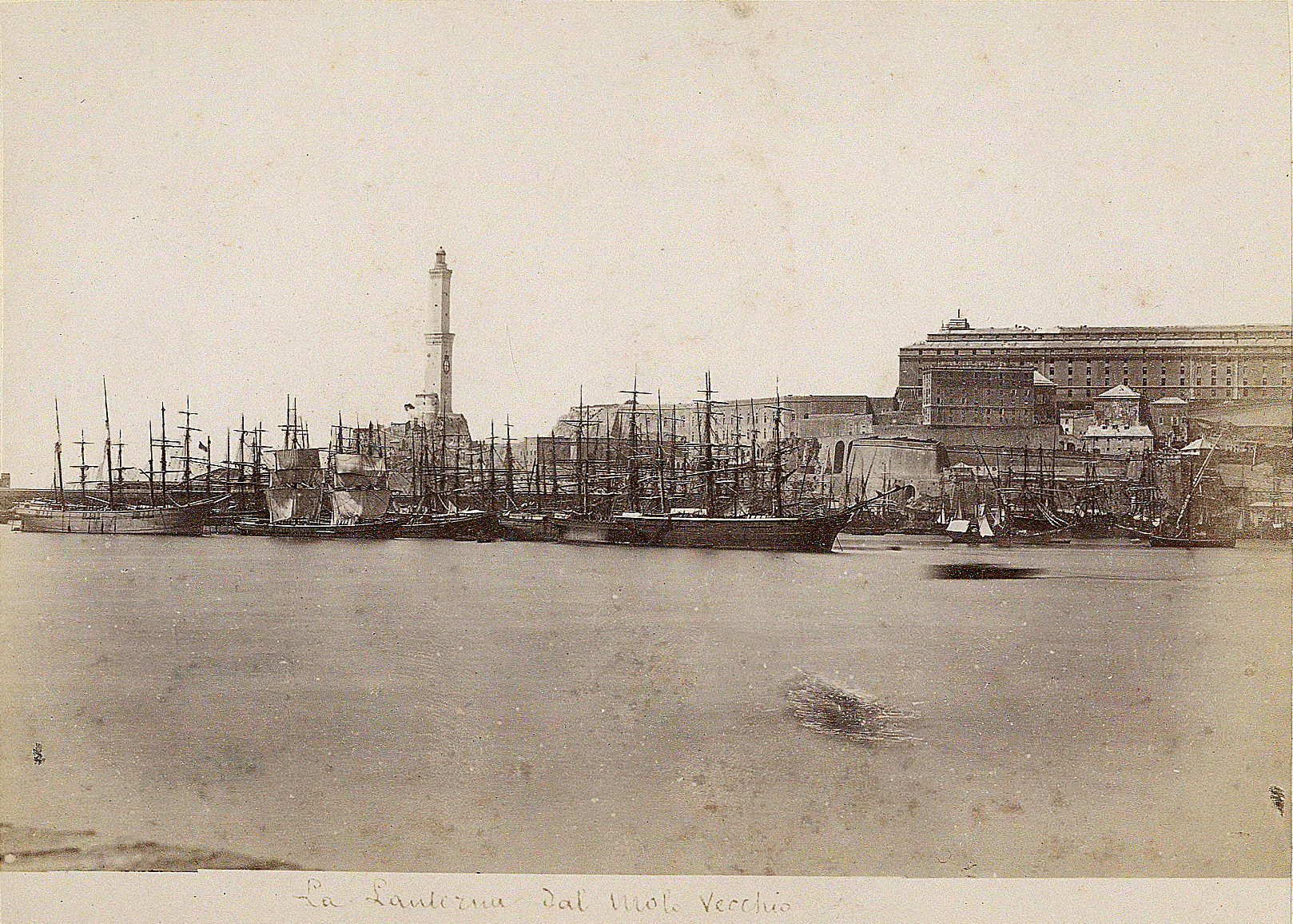
La zona del porto e della Lanterna di Genova
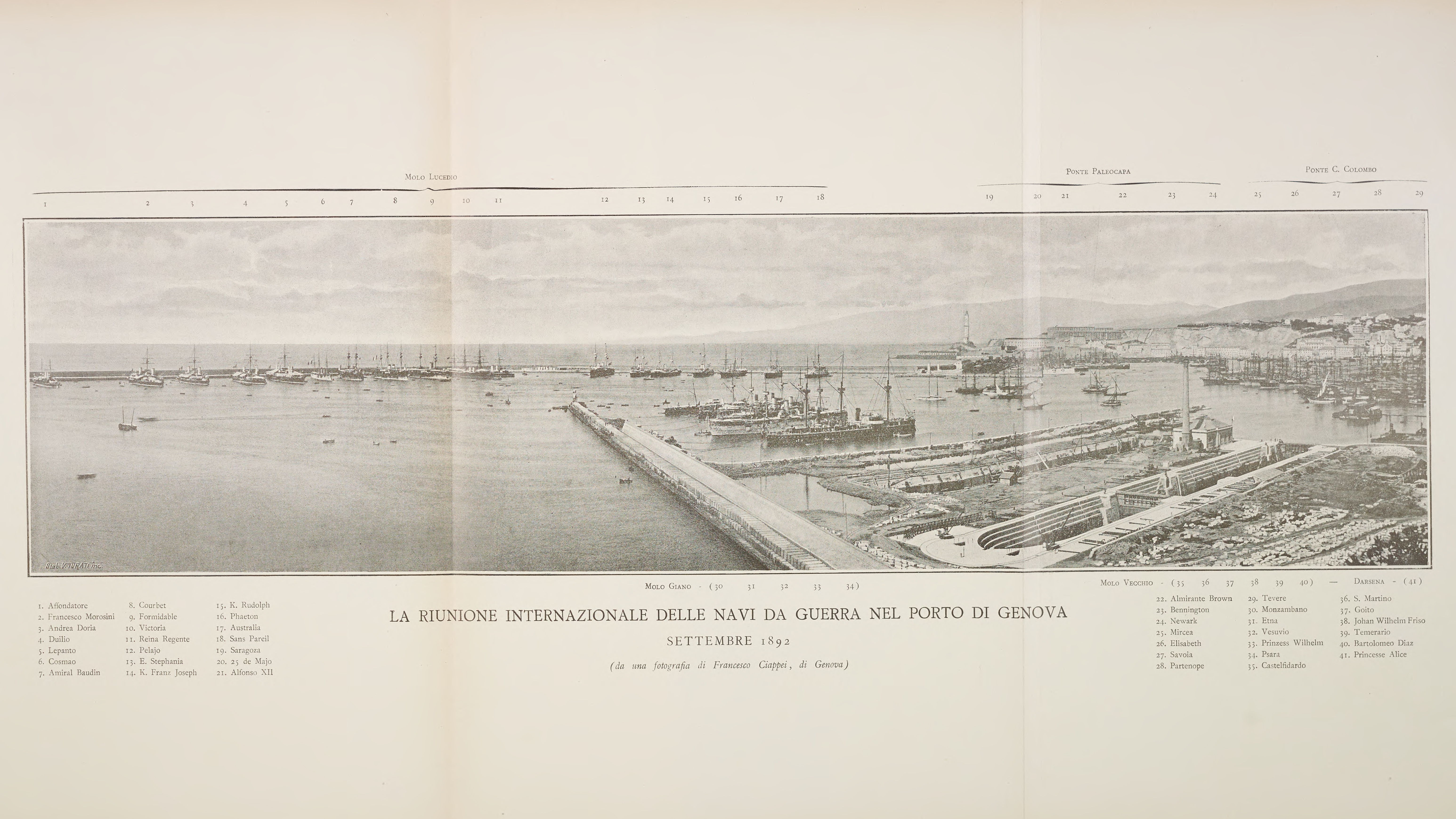
Riunione internazionale delle navi da guerra nel porto di Genova
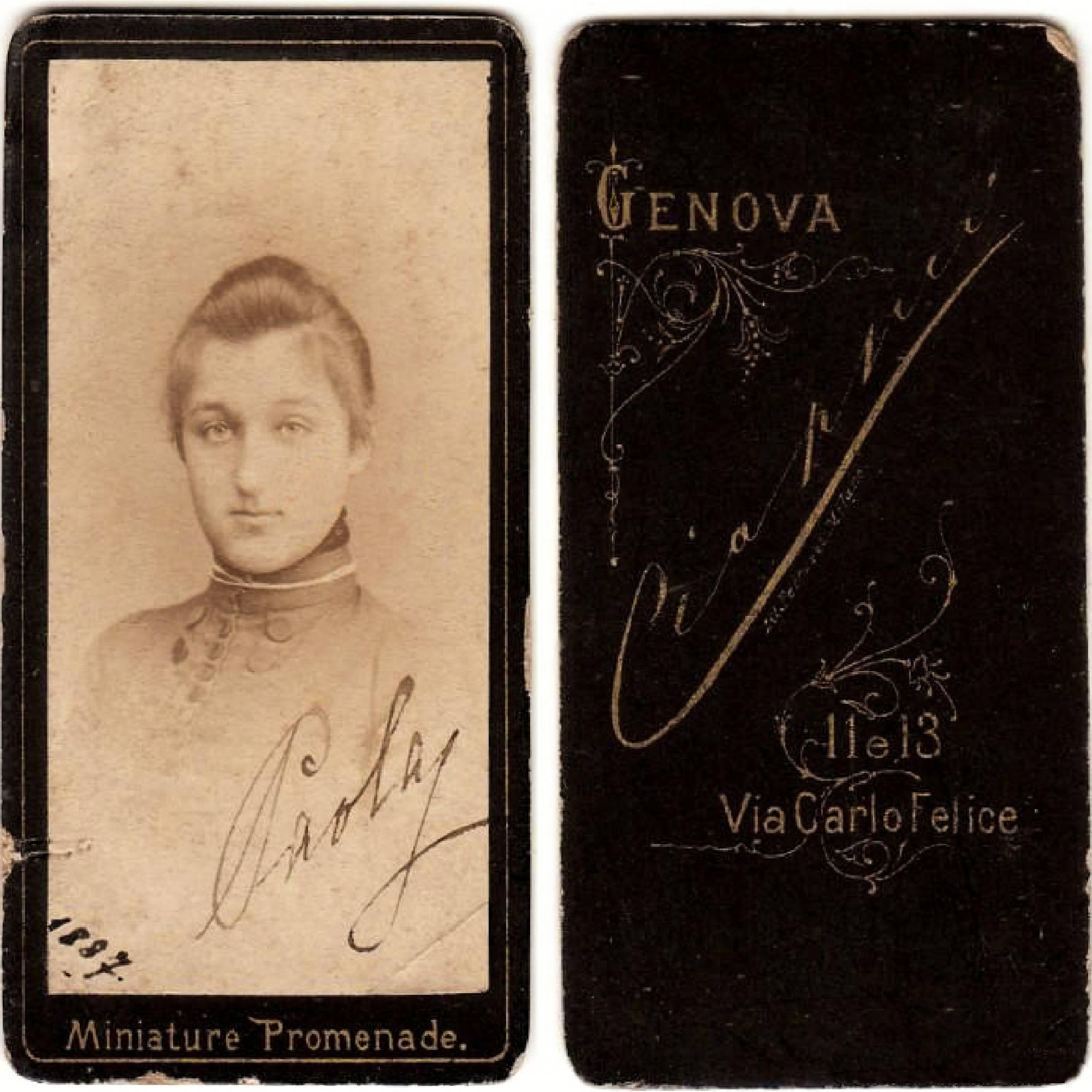
Una delle miniature presentate all'Esposizione di Firenze del 1887
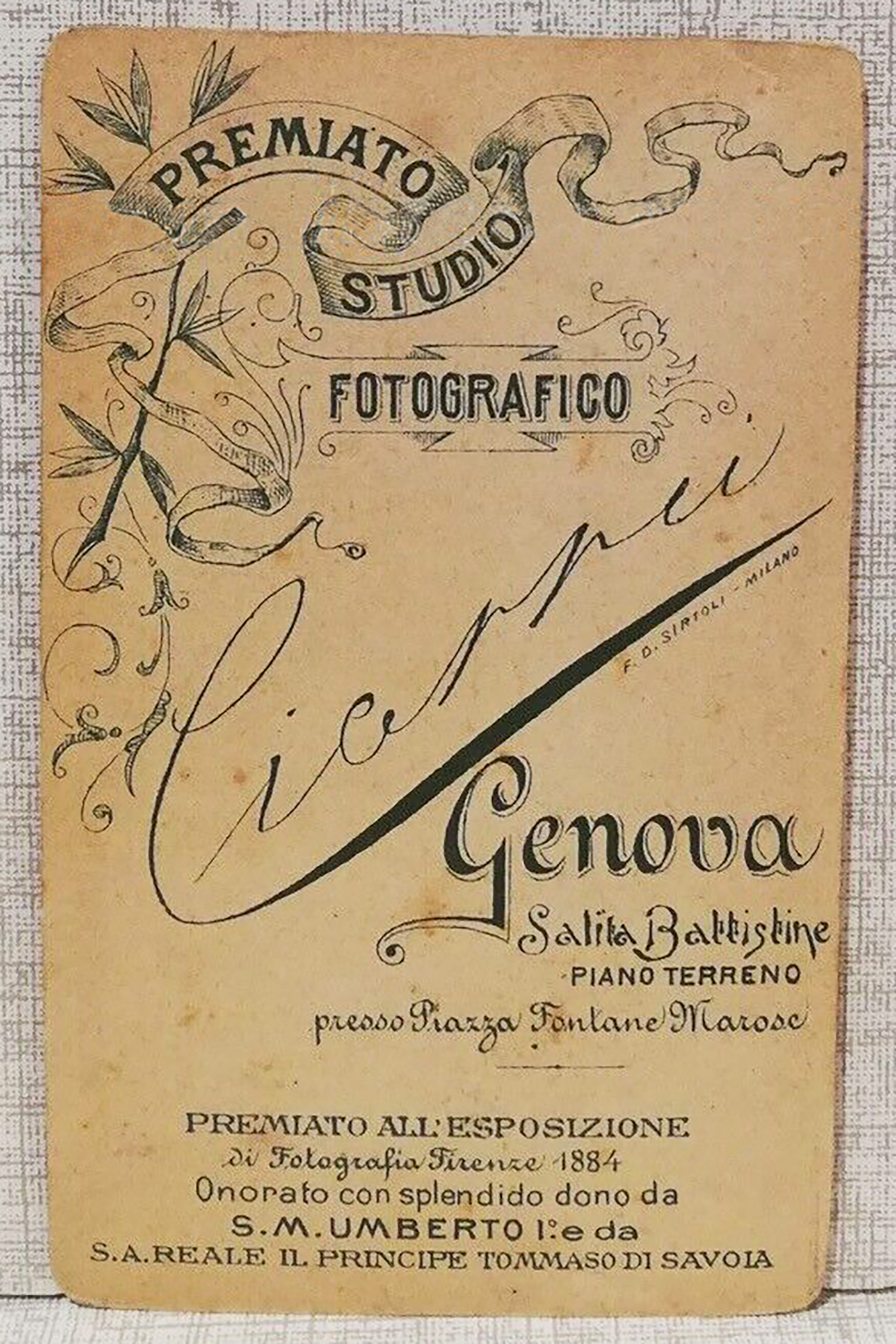
Logo dello studio fotografico dove è citata la premiazione all'Esposizione di Firenze del 1884